# Joan Albert Abelló i Hierro
Joan Albert Abelló i Hierro (Tarragona, 9 de març de 1960 - Tarragona, 20 de desembre de 2017) fou un empresari i polític català. Fou conseller de Tarragona des del juny de 2015 fins a la seva mort.
Abelló començà venent peix. El 1987 fundà el seu primer negoci, una cadena d'aliments congelats amb 13 establiments a la zona del sud de Catalunya. El 2003, La Sirena va comprar el negoci. El 2006, va passar a presidir la Cambra del Comerç de Tarragona. Posteriorment, el gener de 2015, es va postular com a candidat a l'alcaldia de Tarragona per Convergència Democràtica de Catalunya. A les eleccions municipals de 2015 entrà al consistori i la coalició electoral que encapçalava va passar a tenir de set a tres consellers. Morí el 20 de setembre de 2017 a Tarragona, víctima d'un infart.